# Cytokinestorm
Hypercytokinemie ook wel cytokinestorm is een mogelijk fatale reactie van het lichaam waarin te veel cytokinen uitgescheiden worden die een ontstekingsreactie veroorzaken.  Er wordt in een korte tijd zo veel cytokine uitgescheiden dat dit orgaanfalen en de dood ten gevolg kan hebben.
Tijdens de Spaanse griep pandemie werden vooral jongemannen getroffen, die juist een goede gezondheid zouden moeten hebben. Toen werd vermoed dat juist hun sterke immuunsysteem een probleem vormde.